# Stacy Dorning
Stacy Dorning (* 11. Mai 1958 in London) ist eine britische Filmschauspielerin, die als Kinderdarstellerin startete.

## Leben
Sie ist die älteste Tochter des Schauspielers Robert Dorning und der Schauspielerin Honor Shepherd und die ältere Schwester von Schauspielerin Kate Dorning.
1970 spielte sie im Alter von elf Jahren als „Mary Cromwell“ in Cromwell – Krieg dem König. Ab 1973 spielte sie in der Serie Black Beauty als „Jenny Gordon“ mit. Ab 1977 spielte sie in der Serie Just William und ab 1980 in Keep It in the Family. Ende 1997 zog sie sich von der Schauspielerei zurück.

## Filmografie (Auswahl)
- 1970: Cromwell – Krieg dem König (Cromwell)
- 1973–1974: Black Beauty (Fernsehserie, 21 Folgen)
- 1976: Mondbasis Alpha 1 (Space 1999, Fernsehserie, eine Folge)
- 1977: Terror of Frankenstein
- 1977–1978: Just William (Fernsehserie, 15 Folgen)
- 1979: Sherlock Holmes und Dr. Watson (Sherlock Holmes and Doctor Watson, Fernsehserie, eine Folge)
- 1980–1983: Keep It in the Family (Fernsehserie, 31 Folgen)
- 1985: Miss Marple: Das Geheimnis der Goldmine (Miss Marple: A Pocketful of Rye)
- 1990–1992: The New Adventures of Black Beauty (Fernsehserie, 26 Folgen)
- 1997: Noels House Party (Fernsehserie, 5 Folgen)